# Korga György
Korga György (Budapest, 1935. március 27. – Kisoroszi, 2002. május 10.) magyar festő, illusztrátor.

## Pályafutása
- 1954-1960: Magyar Képzőművészeti Főiskola, mesterei: Kmetty János, Pór Bertalan, Barcsay Jenő.
- 1970-től a Dési Huber Képzőművészeti Kör tanára.
- 1978-1986: a Zebegényi Nyári Szabadiskola oktatója.

### Tanulmányutak
- 1963:  Görögország
- 1964:  Japán
- 1969:  Hollandia

### Stílusa
Élményeinek hangulati és morális tartalmát a tudományos analízis precizitásával tárja fel, és a részletek realizmusával teszi hihetővé. Aprólékos kidolgozású, gazdag koloritú munkáiban a jelenségek mögötti összefüggéseket nyomozza.

### Sci-fi képzőművészet
A sci-fi képzőművészet nemzetközileg is elismert művelője, számos ilyen témájú lap (Galaktika) és kiadvány illusztrátora. Fantasztikus utazás címmel sci-fi filmet is készített.

#### Könyvborítók
- Botond-Bolics György: Az Orbitron-terv (Magánkiadás, 1986)
- Cserna József: Dráma a Holdon (Móra Ferenc Könyvkiadó, 1970 - Kozmosz Fantasztikus Könyvek)
- Aldous Huxley: Szép új világ (Móra Ferenc Könyvkiadó, 1982 - Kozmosz Fantasztikus Könyvek)
- Steven Spielberg: Harmadik típusú találkozások (Móra Ferenc Könyvkiadó, 1981 - Kozmosz Fantasztikus Könyvek)
- Olaf Stapledon: Szíriusz (Kossuth Könyvkiadó, 1970)
- Louis Trimble: A városgép (Móra Ferenc Könyvkiadó, 1975 - Kozmosz Fantasztikus Könyvek)
- Zsoldos Péter: A feladat (Móra Ferenc Könyvkiadó, 1971 és 1976 - Kozmosz Fantasztikus Könyvek)
- Zsoldos Péter: A holtak nem vetnek árnyékot (Gondolat Könyvkiadó, 1983)
- Zsoldos Péter: Távoli tűz (Móra Ferenc Könyvkiadó, (1983 - Kozmosz Fantasztikus Könyvek)

## Egyéni kiállításai
- 1964: Mednyánszky Terem, Budapest
- 1970:Galerie Baukunst, Köln; Egry József Terem, Nagykanizsa
- 1973: Vaszary Terem, Kaposvár; Kuovola (Finnország)
- 1974: Galerie Puth, Frankfurt am Main
- 1975: Vegyipari Egyetem, Veszprém; G. Anders, Malmö
- 1977: Galerie Mensch, Hamburg; Mednyánszky Terem, Budapest; TV Galéria, Budapest
- 1978: Bartók 32 Galéria, Budapest
- 1980: Medgyessy Terem, Debrecen
- 1982: Nagy Balogh Terem, Budapest
- 1983: Művelődési Központ, Szolnok; Debreceni Orvostudományi Egyetem, Debrecen
- 1984: Csontváry Terem, Pécs
- 1986: Nádasdy-vár, Sárvár
- 1989: Csók Galéria, Budapest